# Roky Erickson

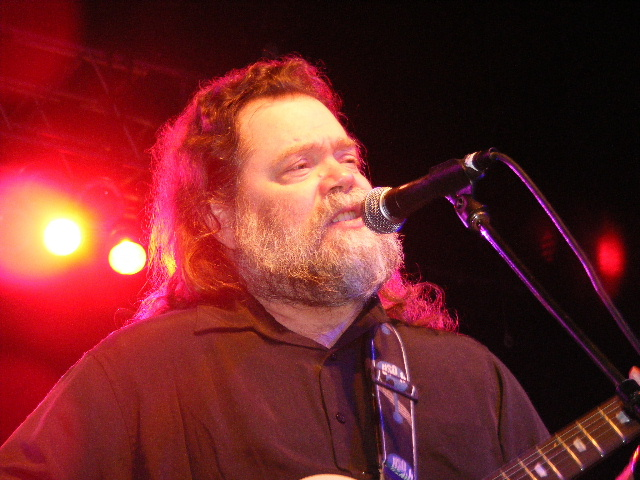
Erickson se apresentando no Austin Music Awards (2008)

Roger Kynard Erickson (Austin, 15 de julho de 1947 - Austin, 31 de maio de 2019), mais conhecido como Roky Erickson, foi um cantor, compositor, gaiteiro e guitarrista estadunidense. Ele foi um membro fundador do grupo 13th Floor Elevators e pioneiro do gênero rock psicodélico.
Erickson morreu em Austin em 31 de maio de 2019. A causa da morte não foi revelada.